# Egilsay, Shetlandsöarna
Egilsay är öar i Storbritannien.   De ligger i kommunen Shetlandsöarna och riksdelen Skottland, i den norra delen av landet, 1 000 km norr om huvudstaden London.